# وينغ لوك
وينغ لوك (بالإنجليزية: Wing Luke) هو محامي أمريكي، ولد في 25 فبراير 1925، وتوفي في 28 أبريل 1965.